# Lokpano
Lokpano est une petite ville du Togo.

## Géographie
Lokpano est situé à environ 31 km de Dapaong, dans la région des Savanes.

## Vie économique
- Marché aux bestiaux

## Lieux publics
- École primaire